# Trommelsberg

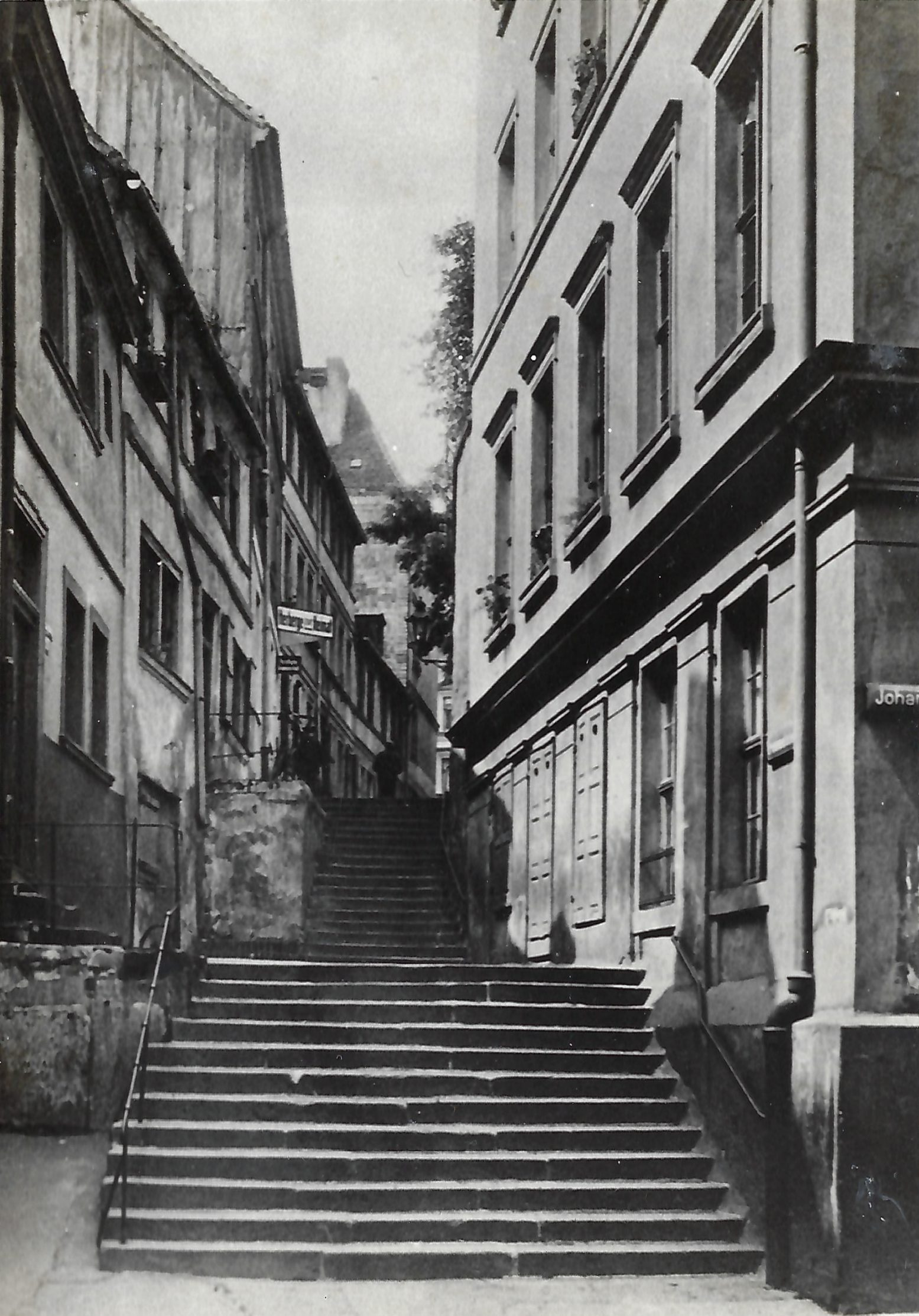
Trommelsberg, Blick von Osten aus der Johannisfahrtstraße hinauf zur Kleinen Junkerstraße; links ist die Herberge zur Heimat im Haus Trommelsberg 3 zu erkennen.

Der Trommelsberg war eine Straße in Magdeburg im heutigen Sachsen-Anhalt. Nach Zerstörungen im Zweiten Weltkrieg wurde die Straße aufgegeben.

## Lage und Verlauf
Die Straße befand sich in der Magdeburger Altstadt. Sie begann im Westen an der Kleinen Junkerstraße und verlief nach Osten in Richtung Elbe hinab, bis sie auf die Johannisfahrtstraße einmündete.
Die Hausnummerierung verlief von der Nummer 1 nahe am südwestlichen Ende aufwärts entlang der Südseite bis zur Nummer 5. Auf der Nordseite befanden sich keine zum Trommelsberg selbst gehörende Hausnummern. Zum Teil befand sich dort ein zur Johannisfahrtstraße 10 gehörender Garten. Bedingt durch den zu überwindenden Höhenunterschied war die Straße durch Treppenanlagen geprägt.
Heute befindet sich der Bereich des Trommelsbergs östlich des Allee-Centers unmittelbar südlich an der Ernst-Reuter-Allee.

## Geschichte
Als ältester Name der Straße ist aus dem Jahr 1552 die Bezeichnung Zitzenklap überliefert. Noch in der Zeit um 1700 findet sich im Grundbuch der Name Tittenklappe. Im Übrigen scheint diese Bezeichnung jedoch im Volksmund entstanden zu sein und im amtlichen Gebrauch unüblich gewesen zu sein. Zur Deutung des Namens wurde angenommen, dass in der Straße, die sich im Mittelalter zwar noch innerhalb der Stadtmauern, aber am Stadtrand befand, Freudenhäuser angesiedelt waren und Prostituierte Leistungen anboten. Eine, wohl unrichtige, Deutung vermutete eine Bedeutung als Tutenklappe und nahm an das hier Nachtwächter wohnten, die sich auch im Tuten ihrer Hörner geübt hätten.
Von amtlicher Seite wurde der Name Auf der Zinne genutzt. Er ist zuerst für 1632 belegt, dürfte aber älter sein. Zinne bezog sich dabei auf einen Turm der alten Stadtbefestigung, der sich südlich des Trommelsbergs befand und im Frühmittelalter als Schutz des Ausfahrts aus der Stadt über die Johannisfahrtstraße zur Elbe diente. Die alte Stadtmauer kam dabei von der Kreuzung von Johannisbergstraße und Knochenhauerufer her und verlief von Nordosten nach Südwesten. Bei der Zinne bog sie nach Westen in Richtung Warthe 3 ab. Zuletzt wurde der Name Zinne bzw. Hohe Zinne noch in der Zeit um 1700 gebraucht. Im Zuge von Stadterweiterungen waren schon im Mittelalter die Stadtbefestigungen in diesem Bereich überholt. Die Reste der Stadtmauer wurden in Häuser und integriert und gerieten in Vergessenheit, so dass auch der Name außer Gebrauch geriet. Allerdings befand sich am Haus Johannisfahrtstraße 12 noch in den 1930er Jahren die Inschrift An der Ecke der Zinne.
Eine erste Erwähnung des Namens Trommelsberg liegt aus der Zeit um 1700 vor. Der Grund der Benennung ist unklar. Zumindest lebten in dieser Zeit hier nicht die städtischen Trommler zusammen. Es wird vermutet, dass es sich um ein künstliches Gegenstück zum etwas weiter südlich gelegenen Pfeifersberg handelte. Zunächst wurde als Trommelsberg jedoch nur der kleine Platz bezeichnet, der sich am Westende der Straße, im Bereich der Einmündung auf die Kleine Junkerstraße befand. Es wird gemut, dass der Platz vielleicht auch ein Ort war, wo sich Trommler der städtischen Kapelle sammelten. Belegt ist, dass im nahegelegenen Zeisigbauer 9 in der Mitte des 17. Jahrhunderts ein Trommelschläger wohnte.
In der Zeit um 1720 wurde dieser Platz auf Befehl des Alten Dessauers abgeflacht. Ab der Zeit um 1730 wurde der Name dann für die Straße genutzt. 1831/1832 lebten im Trommelsberg 97 Menschen in fünf Häusern und somit durchschnittlich 19,4 Menschen je Gebäude.
Während des Zweiten Weltkriegs wurde der Bereich stark zerstört. In der Zeit der DDR wurde die Straße nicht wieder aufgebaut, sondern wurde Teil des Zentralen Platzes bzw. der neu angelegten heutigen Ernst-Reuter-Allee.

## Historische Häuser des Trommelsbergs
| Hausnummer                                    | Name                     | Bemerkungen | Bild |
| --------------------------------------------- | ------------------------ | --- | ---- |
| 1                                             |                          | Das Haus gehörte 1631 Hans Pentz junior. Im Jahr 1651 war das Grundstück, wohl infolge der Zerstörung Magdeburgs im Jahr 1631 noch wüst und gehörte dem Glaser Ludwig. 1683 wurde das Grundstück wieder als Haus bezeichnet und gehörte dem Kornmesser Martin Gerlach. Seine Witwe war noch bis 1730 Eigentümerin. In den 1930er Jahren gehörte es zur Kleinen Junkerstraße 2. |      |
| 2                                             |                          | 1631 gehörte das Haus der Witwe von Jakob Jaufmann. Sie wurde auch noch 1653 als Eigentümerin genannt. Zu diesem Zeitpunkt bestand wieder ein Häuschen. Auf sie folgte Marie Springs. Deren Sohn, der Landkutscher Andreas Grosse, veräußerte das Haus 1679 für 130 Taler an den Schuhflicker Jakob Keller. 1683 gehörte es bereits seinen Erben, 1693 dann Hans Kohnert. In der Zeit bis 1730 war Bartel Zimmermann Eigentümer. |      |
| 3                                             |                          | Für die Jahre 1631 und 1651 war Paul Backmeister als Eigentümer des Hauses eingetragen. 1661 gehörte es der städtischen Kämmerei, die die Stätte in der Zeit bis 1678 an den Kornmesser Peter Opetz verkaufte. Für das Jahr 1698 ist überliefert, dass die alte Stadtmauer hinter dem Haus noch vorhanden war. Opetz veräußerte das Anwesen dann 1705 für 310 Taler an den Büchsenmacher Claude Düpau, der bis 1724 Eigentümer blieb. Ab 1867 befand sich im Haus die von der evangelischen Kirche betriebenen Herberge zur Heimat. Pläne zur Unterbringung der christlichen Herberge, die als Unterkunft für Handwerksgesellen, Wandergesellen und Obdachlose diente, bestanden ab 1865. Die Herberge wurde zwar 1883 an die Ecke Bahnhofstraße/Anhaltstraße verlegt, eine Niederlassung blieb jedoch zumindest noch bis Ende der 1930er Jahre im alten Haus im Trommelsberg. Das Haus gelangte dann in städtischen Besitz. 1942 bat die Magdeburger Straßenbahngesellschaft den Oberbürgermeister Fritz-August Wilhelm Markmann hier Zwangsarbeiter unterbringen zu dürfen. |      |
| 4                                             | Zu den drei Kleeblättern | Paul Backmeister war 1631 und 1651 als Eigentümer eingetragen. Im Jahr 1661 gehörte es der Kämmerei. 1683 war die Fläche mit einer Hütte bebaut und gehörte der Witwe des Fuhrmanns Nikolaus Sonnenschein. Sie vererbte es an den Schneider Paul Hackmeister, der die Stätte im Jahr 1687 für 22 Taler an den Bauschreiber Hans Georg Taschenberger veräußerte. Seine Erben verkauften das Haus 1715 an seine Witwe, die bis 1732 Eigentümerin blieb. |      |
| 5 alt, zur Johannisfahrtstraße 12 gehörig     |                          | 1651 und 1653 gehörte die Stätte dem Schneider Jakob Meder. Für 1683 wird wieder ein Haus erwähnt, das der Witwe des Tagelöhners Georg Zeinicken gehörte. Auf sie folgte der 1695 verstorbene Schiffknecht Georg Reinicke (möglicherweise auch Zeinicke). Seine Erben verkauften das als baufällig beschriebene Gebäude noch im Jahr 1695 für 120 Taler an den Bauschreiber Johann Taschenberger. Seine Erben veräußerten es 1715 an den Chirurgen Johann Friedrich Taschenberger. |      |
| 6 alt (Nummer fingiert), Nordseite der Straße |                          | Im Jahr 1736 verkaufte die Witwe von Jakob Heberlein, die Eigentümerin des benachbarten Hauses Johannisfahrtstraße 11 war, das Hinterhaus für 200 Taler an den Aktuar Jakob Martin Franke. In späterer Zeit gelangte das Grundstück wieder an die Johannisfahrtstraße 11. |      |
| 7 alt (Nummer fingiert), Nordseite der Straße |                          | Zunächst gehörte die Fläche zu einem Nachbargrundstück. Im Jahr 1683 gehörte das Haus dem Schuhflicker Johann Persecke. Die Erben von Mathias Persecke veräußerten es 1690 für 96 Taler an den Arbeiter Andreas Blaue. Blaue verkaufte es 1715 für 200 Taler an Dorothee Agnes Taschenberger, die es schon 1719 wiederum für 200 Taler an den Tabakspinner Christoph Böhling (auch Behlau) weiter gab, der bis 1724 Eigentümer blieb. |      |